# Povo de Israel
Povo de Israel (PVI), também chamados de inimigos dos Inimigos ou Portal 001, é uma facção criminosa do Rio de Janeiro, criada em 2004, no presídio de Água Santa. É formada por criminosos renegados por outras facções, tais como estupradores, autores de atentado violento ao pudor ou mortes e agressões de grande repercussão, mal vistos pelos chefões do tráfico, além de Homossexuais e travestis.
Ao contrário das demais facções, o PVI não possui controle territorial sobre nenhuma favela, e concentra suas atividades ilícitas em extorsões por telefone, através do golpe do falso sequestro. Seu integrante mais conhecido é o bandido Anderson Gonçalves dos Santos, o Lorde, que foi expulso do Comando Vermelho e ameaçado de morte após matar cinco pessoas, entre elas um bebê, carbonizadas num ataque a um ônibus em 2005. Em 2011, no entanto, foi dito que o Povo de Israel teria sido criado com o objetivo de diferenciar integrantes do chamado "seguro" das cadeias, que ali estavam por não terem sido aceitos ou terem sido expulsos de outras facções, de criminosos como estupradores e pedófilos.